# Петър Батаклиев
Петър Батаклиев е  актьор и режисьор.

## Биография
Роден е в Брацигово на 23 ноември 1961 г. Завършва средното си образование в родния си град, а след военната си служба учи във ВИТИЗ „Кръстьо Сарафов“ и завършва „Актьорско майсторство“ в класа на Николай Люцканов. Играе в Разградския, Шуменския и Пловдивския театър.
Емигрира в Канада през 1989 г. След няколко години митарства и борба за насъщния успява да пробие в театралните среди и се утвърждава като талантлив актьор и режисьор в Монреал (Квебек), работещ на френски и английски език. Той е високо оценен от местната публика и критика, а за участието си в спектакъла „В очакване на Годо“ получава Revelation – най-високата награда на канадската критика. Работи в Националната театрална академия към университета Конкордия и в университета в Отава, като в кариерата си има над 60 театрални проекта и десетки изяви на малкия или големия екран. Преподавател е в Театралната академия в Монреал към Квебекския университет в Монреал.

## Филмография
- Мъгливи брегове (1985) – Любчо